# Джеймс Алан Гарднер
Джеймс Алан Гарднер (англ. James Alan Gardner; нар. 10 січня 1955) — канадський письменник, автор науково-фантастичних творів.

## Життєпис
Народився в Бредфорді в канадській провінції Онтаріо, дитинство провів у Бредфорді та Сімкої, нині живе в місті Ватерлоо. Вивчав прикладну математику в Університеті Ватерлоо, де отримав ступінь бакалавра, а потім магістра математики. Одружений із художницею Лінде Карсон. Захоплюється кунг-фу.
Оповідання Гарднера «The Children of Creche» перемогло в конкурсі «Writers of the Future» у 1989 році (у першому кварталі, а потім і в річному конкурсі) та було опубліковане в четвертому томі «Writers of the Future» в 1990 році. Фентезійне оповідання «Muffin Explains Teleology to the World at Large» (у квітні 1990 в журналі «OnSpec») отримало вищу канадську фантастичну англомовну нагороду «Aurora Award» у 1991 році. Оповідання «Reaper» потрапило у фінал «Aurora Award»-1992. Оповідання «Три слухання у справі про наявність змій в крові людини» (Three Hearings on the Existence of Snakes in the Human Bloodstream) було нагороджене «Aurora Award»-1998, вийшло у фінал «Nebula»-1998 і «Hugo»-1998, номінувалося на «Locus»-1998 (15 місце) і японську «Seiun»-2000. Оповідання «Rain, Ice, Steam» (2002) було висунуте на «Aurora Award»-2003.
Оповідання та повісті Гарднера друкувалися в різних журналах, у тому числі в «Amazing Stories», «The Magazine of Fantasy and Science Fiction», «Asimov's Science Fiction Magazine», «On Spec», а також у декількох антологіях, серед яких серія щорічних антологій «Tesseracts», антології «Explorer: Tales from the Wonder Zone» (2002; укладач Джулія Чернеда), «Space, Inc.» (2003; упорядники Джулія Чернеда і Мартін Грінберг), «ReVisions» (2004; упорядники Джулія Чернеда, Ісаак Шпиндель і Мартін Грінберг) і кілька інших.
Дебютний роман Джеймса Алана Гарднера «Загін приречених» (1997) починає серіал про косморозвідницю Фестину Рамос, у який також входять «Vigilant» 1999), «Hunted» (2000; номінувався на «Locus»-2001 (20 місце) і «Aurora Award»-2001), «Планета безсмертних» (2001; висувався на «Aurora Award»-2002). У цьому же всесвіті відбувається дія інших романів Гарднера — «Trapped» (2002) і «Radiant» (2004), ці твори складають цикл «League of Peoples».
Також Гарднер автор окремого роману «Час Призначення» (1998). Крім того, він написав книгу для серіалу про Лару Крофт — «Lara Croft and the Man of Bronze» (2004).

## Твори

### Романи
- «Загін приречених» (1997)
- «Час Призначення» (1998)
- «Vigilant» (1999)
- «Hunted» (2000)
- «Планета безсмертних» (2001)
- «Trapped» (2002)
- «Radiant» (2004)
- «Lara Croft and the Man of Bronze» (2004)
- «Полум'я і пил»

### Повісті, оповідання
- «Три слухання у справі про наявність змій в крові людини»